# Pedro Martins, senhor de Touriz
Pedro Martins foi um nobre e Cavaleiro medieval do Reino de Portugal por herança recebeu os títulos, morgadios e senhorios de seu pai, sendo assim Senhor do morgadio de Touriz, no concelho de Tábua, bem como da Capela dos Ferreiros que se encontra anexa à Igreja Matriz de Oliveira do Hospital e está classifica como Património Nacional Português pelo IPPAR, conforme o Decreto n.º 26 500, DG n.º 79, de 04-04-1936.

## Relações familiares
Foi filho de Martim Domingues e pai de Martim Peres.